# George Surtees
George Surtees, britanski general, * 1895, † 1976.